# Club Balonmano La Calzada
Club Balonmano La Calzada ist der Name eines spanischen Vereins für Frauen-Handball. Er ist im Viertel La Calzada von Gijón beheimatet und tritt unter dem Namen motive.co Gijón an, zuvor auch als Club Balonmano La Calzada Liberbank Gijón.

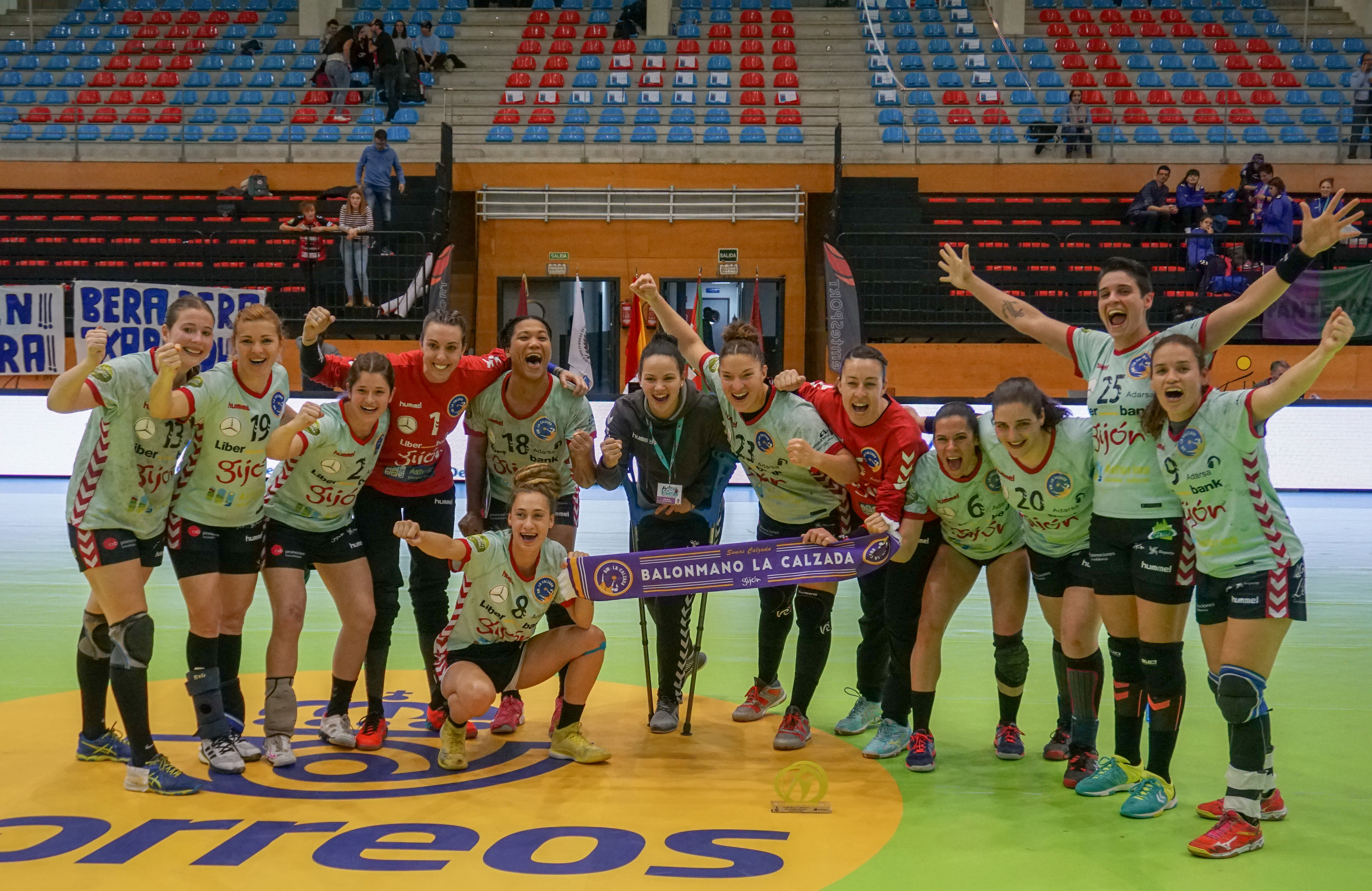
Die Mannschaft von CB La Calzada nach dem Gewinn der Copa de la Reina (2018)

## Geschichte
Der Verein entstand am 18. Oktober 1995 aus dem Zusammenschluss der beiden Vereine Club Balonmano Riscar und Asociación Deportiva Balonmano La Calzada. Im Jahr 2016 stieg die Mannschaft in die División de Honor („Liga Guerreras“), die erste spanische Liga, auf. Im Jahr 2018 konnte der Verein erstmals die Copa de la Reina, den spanischen Pokalwettbewerb, gewinnen. Gijón stand in der Spielzeit 2024/2025 der División de Honor nach dem 5. Spieltag der Runde um den Klassenerhalt als zweiter Absteiger aus der ersten Liga fest. Daraufhin zog der Verein seine erste Mannschaft aus dem Spielbetrieb ab Sommer 2025 zurück.
International nahm die Mannschaft am EHF European Cup, einem Vereinswettbewerb der Europäischen Handballföderation, teil (in der Saison 2022/2023).

## Spielerinnen
siehe Handballspielerinen des Club Balonmano La Calzada

## Trainer
Von 2020 bis 2023 trainierte Cristina Cabeza die erste Mannschaft.